# Józef (Jowczew)
Józef, imię świeckie Łazar Jowczew (ur. 5 maja 1840 w Kałoferze, zm. 1915) − drugi zwierzchnik Egzarchatu Bułgarskiego, sprawujący urząd w latach 1877–1915.

## Życiorys

### Młodość i wczesna działalność
Ukończył szkołę bułgarską w Konstantynopolu, po czym w wieku 24 lat wyjechał na studia na Sorbonie. Początkowo uczył na się na wydziale literatury, jednak po trzech latach przeniósł się na studia prawnicze i uzyskał na nich stopień licencjata. Następnie wrócił do Konstantynopola, gdzie został zatrudniony w centralnym trybunale handlowym, był również publicystą i nauczycielem, a następnie sekretarzem rady Egzarchatu Bułgarskiego. W 1872 złożył wieczyste śluby mnisze. Mimo braku wykształcenia teologicznego już po trzech miesiącach został protosynglem egzarchatu z godnością archimandryty. W ciągu kolejnych czterech lat odbył liczne podróże na ziemie zamieszkiwane przez Bułgarów, organizując nowe prawosławne parafie.

### Egzarcha bułgarski
Chirotonię biskupią przyjął w 1876, obejmując po niej katedrę łowecką. Rok później został wybrany na egzarchę bułgarskiego, w zastępstwie uwięzionego przez Turków Antyma. W czasie wyborów egzarchy otrzymał w pierwszych dwóch turach równą liczbę głosów, co biskup dorostolsko-czerweński Grzegorz, a o jego wyborze zadecydował głos tymczasowo przewodniczącego Synodowi Egzarchatu Bułgarskiego metropolity płowdiwskiego Panareta. Józef zachował urząd także po zwolnieniu Antyma w 1878. Rok wcześniej, z powodu nieufności władz tureckich wobec jego osoby, musiał opuścić Konstantynopol. Przeniósł się tymczasowo do Płowdiwu, do Konstantynopola zdołał wrócić w 1880.
Jako egzarcha dążył do zjednoczenia w jurysdykcji egzarchatu wszystkich eparchii zamieszkiwanych przez Bułgarów. Józef silnie angażował się w życie polityczne kraju, domagał się przyłączenia do Bułgarii całej Macedonii i Tracji. Jeszcze w trakcie wojny rosyjsko-tureckiej domagał się rozciągnięcia jurysdykcji Egzarchatu Bułgarskiego na te eparchie Patriarchatu Konstantynopola w Macedonii, które były zamieszkiwane przez prawosławnych Słowian opowiadających się za przynależnością do egzarchatu. W tych eparchiach, gdzie poparcie to było mniejsze, chciał natomiast przeprowadzać ponowną weryfikację panujących nastrojów. Po utworzeniu niepodległego Księstwa Bułgarskiego kierowany przez Józefa egzarchat otrzymywał regularne wsparcie finansowe dla eparchii na wskazanych terenach. Energiczne działania egzarchy i jego zabiegi czynione u władz tureckich sprawiły, że w latach 80. XIX w. działalność wznowiła większość parafii i cerkiewnych instytucji kulturalnych, które musiały ją zawiesić w czasie wojny rosyjsko-tureckiej. Otwierano również nowe bułgarskie biblioteki, księgarnie, towarzystwa naukowe i pensjonaty.
Otworzył również prawosławne bułgarskie seminarium duchowne w Konstantynopolu, dbał o budowę nowych cerkwi, kształcenie duchowieństwa, otwieranie szkół parafialnych. Był członkiem honorowym Bułgarskiego Towarzystwa Literackiego, a później jego następczyni – Bułgarskiej Akademii Nauk. Zainicjował wydawanie oficjalnego organu prasowego egzarchatu – pisma Nowini, przemianowanego następnie na Westi. Było ono publikowane od 1890 do 1912, gdy władze tureckie zabroniły dalszej publikacji. Z inicjatywy Józefa w Konstantynopolu powstała bułgarska cerkiew św. Stefana. Egzarcha doprowadził do przekształcenia utworzonego przez siebie seminarium w akademię duchowną, w 1902 otworzył w Konstantynopolu szpital przeznaczony dla Bułgarów, zaś w 1912 – cmentarz bułgarski.
2 lutego 1896 przyjął do Kościoła prawosławnego dwuletniego następcę tronu Bułgarii Borysa. Akt ten zakończył konflikt między katolickim księciem Bułgarii Ferdynandem a Egzarchatem Bułgarskim, reprezentującym wyznanie uznane w konstytucji kraju za panujące.
Po II wojnie bałkańskiej Bułgaria straciła uzyskane po I wojnie bałkańskiej nabytki terytorialne w Macedonii i Tracji. Zmusiło to hierarchów kierujących położonymi na ich terenie eparchiami do wyjazdu. Razem z nimi do Sofii przeniósł się egzarcha Józef, którego do przyjazdu do Sofii skłonił także fakt, iż w Konstantynopolu nie zostali już prawie żadni prawosławni Bułgarzy. Na urzędzie pozostawał do śmierci. Zmarł w 1915 i został pochowany w cerkwi św. Niedzieli w Sofii.